# 未歩ななの始めの一歩
『未歩ななの始めの一歩』（みほななのはじめのいっぽ）は、ノーマンスリーが制作し、エンタちゃん放送局で配信されたバラエティ番組である。かつてはエンタ!959で放送するテレビ番組であった。

## 番組概要
AV女優・未歩なな初の冠番組。Vimeoで先行配信、エンタ!959で放送する。2022年10月22日配信（2022年11月16日放送）に特別番組が制作され、2023年3月30日に月1レギュラー番組として初収録、配信が行われ、6月16日に初放送。レギュラー回以降は戸田真琴の冠番組であった『まこりんレディオ』の構成が踏襲されており、視聴者投稿をもとに進めるトーク番組スタイルとなっている。
2024年1月17日放送分をもって、スカパー!およびPigooオンデマンドでの配信が終了となる。以降の番組は制作会社・ノーマンスリーが立ち上げたDMMオンラインサロン「エンタちゃん放送局」のコンテンツとして制作、配信される。
3月13日、DMMオンラインサロン「エンタちゃん放送局」の開局を記念した3番組合同トークショーを開催。出演者は天使もえ＆青柳貴哉（今日のあまつか）、本庄鈴（本庄鈴ととのいました）、未歩なな（未歩ななの始めの一歩）。
同年12月28日、番組内で度々話題に上がっていた低俗メンバー4人（石原希望・葵いぶき・未歩なな・古川ほのか）が集結してロフトプラスワンで初のトークライブを開催。

## 出演者
- 未歩なな

## 放送リスト
| 放送回 | 公開収録、配信日 | 初回放送日     | おもな企画                   | ゲスト     | 備考                                 |
| ------ | ---------------- | -------------- | ---------------------------- | ---------- | ------------------------------------ |
|        | 2022年 10月22日  | 2022年 11月日  | ハロウィン特別番組           | ギチ青柳   | パイロット番組 Blu-ray第1巻収録      |
| #1     | 2023年 3月30日   | 2023年 6月22日 | DJなぁたんスタート           |            | Blu-ray第1巻収録                     |
| #2     |                  | 7月16日        | レギュラー第2回              |            | Blu-ray第1巻収録                     |
| #3     | 6月12日          | 8月16日        | ラジオ風トーク               | 五十嵐清華 | Blu-ray第1巻収録                     |
| #4     | 7月2日           | 9月17日        |                              | 五十嵐清華 | Blu-ray第1巻収録                     |
| #5     |                  | 10月18日       |                              | 五十嵐清華 |                                      |
| #6     | 8月21日          | 11月17日       |                              | 古川ほのか | Blu-ray第1巻収録                     |
|        | 10月7日          |                | BD発売記念イベント           |            |                                      |
| #7     | 11月11日         | 12月16日       | 架乃ゆらを迎えてラジオトーク | 架乃ゆら   | Blu-ray第2巻収録                     |
| #8     |                  | 2024年 1月17日 |                              | 架乃ゆら   | スカパー!版最終回。 Blu-ray第2巻収録 |

## 配信リスト
| 配信回 | 公開収録、先行配信日 | 初回配信日    | おもな企画                                       | ゲスト     | 備考             |
| ------ | -------------------- | ------------- | ------------------------------------------------ | ---------- | ---------------- |
| #9     | 2024年 1月24日       | 2月23日       | miruをゲスト迎えてラジオトーク前編               | miru       | Blu-ray第2巻収録 |
| #10    |                      | 3月15日       | miruをゲスト迎えてラジオトーク後編               | miru       | Blu-ray第2巻収録 |
| #11    | 3月30日              | 4月19日       | 浅野こころをゲストに迎えてラジオトーク           | 浅野こころ | Blu-ray第3巻収録 |
| #12    |                      | 5月17日       | 絶対音感対決                                     | 浅野こころ | Blu-ray第3巻収録 |
| #13    | 6月29日              |               | 「えちえち注意報です」                           | 石原希望   | Blu-ray第3巻収録 |
| #14    |                      |               | ノーハンドプッチンプリン早食い対決               | 石原希望   | Blu-ray第3巻収録 |
| #15    | 8月30日              |               | 浴衣でラジオ                                     | 村上悠華   | Blu-ray第3巻収録 |
| #16    |                      | 10月4日       | 真のひまわりガールはどっちだ？                   | 村上悠華   | Blu-ray第3巻収録 |
| #17    |                      | 10月19日      | 新作ブルーレイ発売を記念オンラインライブ         |            |                  |
| #18    | 11月30日             | 12月13日      | 川越にこをゲストに招いてクリスマスSP後編         | 川越にこ   | Blu-ray第4巻収録 |
| #19    |                      | 2025年1月17日 | 川越にこをゲストに招いてクリスマスSP後編         | 川越にこ   | Blu-ray第4巻収録 |
| #20    |                      | 2月7日        | なぁたん、アキバの片隅でMiLUNAのメンバー愛を叫ぶ |            | Blu-ray第4巻収録 |
| #21    | 2025年2月15日        | 3月14日       | お好み焼き＆もんじゃ焼き編                       |            | Blu-ray第4巻収録 |
| #22    | 3月22日              | 5月9日        | 聞いてくれ！なぁたん＆ぶっきー                   | 葵いぶき   | Blu-ray第4巻収録 |
| #23    |                      | 6月13日       | 韓国雑学早押しクイズ、卒業式の呼びかけ大喜利     | 葵いぶき   | Blu-ray第4巻収録 |
| #24    | 6月29日              | 7月11日       | 事務所の後輩。浜辺やよいを迎えてラジオトーク前編 | 浜辺やよい |                  |
| #25    | 7月26日              |               | 新作ブルーレイ発売を記念オンラインライブ         |            |                  |
| #26    | 8月19日              |               | 今回ゲストに2年ぶりの再登場・古乃ほの            | 古乃ほの   |                  |
|        |                      |               |                                                  |            |                  |

## 主な企画
なぁたんが着てみた
収録時のコスプレトーク。コスプレ内容も選択式で募集する。
聞いてくれなぁたん
所謂「ふつおた」コーナー。
なぁたんの恋人
未歩ななが恋人だったら何をしたいかを募集。台本形式のものは即興劇も行う。
なぁたんが歌ってみた
スタジオ弾き語りコーナー。リクエスト曲とその理由を募集。